# Tragopogon dubius
Tragopogon dubius là một loài thực vật có hoa trong họ Cúc. Loài này được Scop. miêu tả khoa học đầu tiên năm 1772.